# نورمان كونغ
نورمان كونغ هو رائد أعمال ولاعب كرة قدم كندية وسياسي كندي، ولد في 24 أكتوبر 1929 في كالغاري في كندا، وتوفي بنفس المكان في 3 سبتمبر 2016. نشط حزبياً في الرابطة التقدمية المحافظة في ألبرتا ‏. وقد انتخب List of lieutenant governors of Alberta ‏.